# Edwin Justus Mayer
Edwin Justus Mayer est un scénariste américain né le 8 novembre 1896 à New York et mort le 11 septembre 1960  dans cette même ville.

## Filmographie partielle
- 1928 : La Blonde de Singapour (Sal of Singapore) de Howard Higgin
- 1930 : Romance de Clarence Brown
- 1930 : Redemption de Fred Niblo
- 1931 : The Phantom of Paris de John S. Robertson
- 1933 : Princesse Nadia (Tonight Is Ours) de Stuart Walker
- 1934 : La Grande-Duchesse et le Garçon d'étage (Here Is My Heart) de Frank Tuttle
- 1935 : Roses de sang (So Red the Rose) de King Vidor
- 1935 : Peter Ibbetson de Henry Hathaway
- 1936 : Wives Never Know d'Elliott Nugent
- 1936 : Désir de Frank Borzage
- 1936 : Le Rêve de sa vie (Give Us This Night) d'Alexander Hall
- 1936 : L'Espionne Elsa (Till We Meet Again) de Robert Florey
- 1938 : Les Flibustiers de Cecil B. DeMille
- 1939 : La Baronne de minuit de Mitchell Leisen
- 1941 : L'aventure commence à Bombay de Clarence Brown
- 1942 : To be or not to be d'Ernst Lubitsch